# Proteův syndrom
Proteův syndrom je extrémně vzácná kongenitální porucha, způsobující postupný nekontrolovatelný růst tkání (především pojivových) různých částí těla. Zasahuje kůži, kosti, svaly a cévy. Syndrom je pojmenován po řeckém bohovi Próteovi, který dle mytologie dokázal měnit svůj tvar.

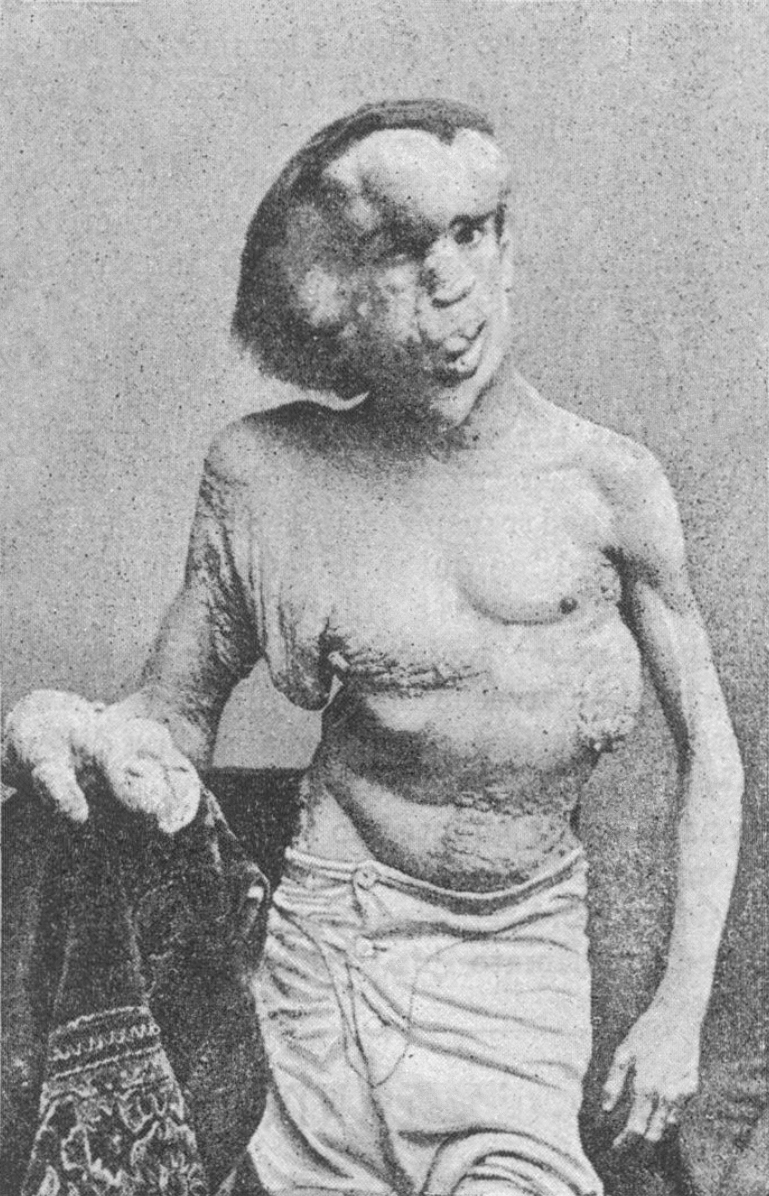
Podle názoru M. Cohena trpěl tímto syndromem Joseph Merrick

Pro nemoc je dále typická asymetričnost (k asymetrickému růstu dochází zpravidla na jedné polovině těla), růst četných benigních (nezhoubných) nádorů pojivové a tukové tkáně atd. Stav pacienta se při Proteově syndromu zhoršuje a neexistuje žádná známá kauzální léčba. Pomocí léků je možno průběh nemoci zbrzdit a chirurgickými zákroky deformace odstraňovat, což ale neodstraňuje příčinu choroby. U pacientů je častý výskyt krevních sraženin a mezi nejčastější příčinu úmrtí u Proteova syndromu patří plicní embolie.
Proteův syndrom byl v americké lékařské literatuře poprvé popsán roku 1976 doktorkou Samiou Temtamy a Johnem Rogersem. O tři roky později jej rovněž popsal Michael Cohen. Na celém světě bylo k roku 2007 popsáno zhruba 200 případů Proteova syndromu, přičemž se odhaduje, že k témuž roku žilo přibližně 120 osob s touto nemocí.
Podle již zmíněného Cohena trpěl Proteovým syndromem rovněž Joseph Merrick (1862–1890), známý též jako Sloní muž. U toho se do té doby předpokládala neurofibromatóza typu 1. Podle další teorie mohl Merrick trpět oběma chorobami současně. Testy DNA však dopadly neprůkazně, a tak příčina Merrickova onemocnění zůstává neznámá.